# Hermann Durra
Hermann Durra (* 17. Juni 1871 in New York; † 9. September 1954 in Lenthe) war ein deutscher Komponist und Musikpädagoge. Hermann Durra wurde von den Nationalsozialisten als Nicht-Arier verfolgt. Diese rassische Verfolgung und Durras anschließende Vertreibung 1945 wurde in den älteren Artikeln zu Hermann Durra (Wilbald Gurlitt 1959 und Carl Dahlhaus 1972) in keinerlei Weise thematisiert.

## Leben und Werk
Hermann Durra wurde als Kind eines deutschen Vaters in New York geboren, der dort für eine optische Firma arbeitete. Über seine Mutter ist nichts bekannt. In seinem fünften Lebensjahr kehrten Vater und Sohn nach Deutschland zurück. Ersten Musikunterricht erhielt Durra in Breslau bei Emil Bohn in Musiktheorie, bei dem Konzertmeister Richard Himmelstoß im Fach Geige und beim Domorganisten Moritz Brosig in Klavier. Ein Stipendium ermöglichte ihm ein Studium an der Musikhochschule Leipzig bei Salomon Jadassohn (Komposition), Laurits Christian Tørsleff (Gesang) und Richard Hofmann (Instrumentation). Nach einem Jahr Tätigkeit als Theaterkapellmeister in Bad Elster unterrichtete er Gesang. 1901 ging er nach Berlin, wo er auch als Musikkritiker u. a. für die Neue Zeitschrift für Musik und als Theorie- und Gesanglehrer tätig wurde. Nach dem Beginn des Ersten Weltkrieges 1914 wurde er Soldat. In der letzten Phase des Krieges leitete er einen Soldatenchor. Im November 1918 kehrte er nach Berlin zurück.
Bereits 1933 erhielt Hermann Durra bis zur Klärung seiner Herkunft ein Berufsverbot. Laut LexM stand Hermann Durra 1938 namentlich auf der „Liste der aus der Reichsmusikkammer ausgeschlossenen Juden, jüdischen Mischlinge und jüdisch Versippten“, Erster Teil, A–E (Stand 16. Juli 1938). Er wurde zudem namentlich in verschiedenen antijüdischen Publikationen wie dem von Hans Brückner und Christa Maria Rock herausgegebenen Werk Judentum und Musik (1938) und auch dem von Theo Stengel und Herbert Gerigk herausgegebenen Lexikon der Juden in der Musik (1941) als „jüdischer und nichtarischer Musikbeflissener“ erwähnt, dokumentiert und diskreditiert.
Hermann Durra lebte seit 1933 weiter in Berlin und seit Januar 1943 auf seinem Besitz im schlesischen Isergebirge. Im Juni 1945 wurde er von dort vertrieben. Hermann Durra starb am 9. September 1954 in Lenthe bei Hannover.
Hermann Durras „Stil ist ganz der Romantik verpflichtet, aber seine Musik, die sich oft ganz ‚wie ein Naturlaut‘ gibt, zeugt von einem starken formalen Bewußtsein und ist bis in die kleinsten Verästelungen motivisch durchstrukturiert“. Einige Werke von Hermann Durra wurden gedruckt. Durch Hermann Durras Vertreibung, durch die Ausbombung seiner Verleger und durch die Verschleppung seiner Werke aus einem Tresor in Berlin gelten viele Werke als verschollen. Was von seinem künstlerischen Nachlass überlebte, gelangte 1966 durch seine Witwe Gertraudt Durra (1886–1974) als Depositum am Sudetendeutschen Musikinstitut in das Musikarchiv der KünstlerGilde e.V. in Regensburg.
Hermann Durra schrieb Opern, eine Symphonie in C moll, Chorwerke, Lieder und Gesänge wie auch Klavierstücke.